# Adam Ulam
Pour les articles homonymes, voir Ulam.
Adam Bruno Ulam, né le 8 avril 1922 à Lwów (alors la Pologne, maintenant l'Ukraine) et mort le 28 mars 2000, est un professeur américain d'histoire et de science politique à l'université Harvard. Adam Ulam est spécialiste de la Russie et de l'Union soviétique.

## Biographie
Adam Ulam est né dans une famille juive polonaise. Il émigre aux États-Unis en 1939, quelques jours avant l'invasion allemande de la Pologne qui marque le début de la Seconde Guerre mondiale. Sa famille entière, mis à part son frère Stanisław Ulam qui est devenu un mathématicien célèbre, a péri au cours de la Shoah. À la suite de l'entrée en guerre des États-Unis, il essaie de s'engager à deux reprises dans l'armée : il est rejeté une première fois car « des membres de sa famille vivent sur le territoire ennemi », à la seconde tentative du fait de sa myopie.
Il étudie à l'université Brown, enseigne brièvement à l'université du Wisconsin et obtient son Doctor of Philosophy à l'université Harvard en 1947. Il y est titularisé en 1954 en tant que professeur d'histoire et de science politique et devient professeur émérite en 1992, à l'année de sa retraite. Il est aussi chercheur associé au Centre d'études internationales au Massachusetts Institute of Technology de 1953 à 1955 et dirige le Russian Research Center de 1973 à 1974. Il se marie en 1963 et a deux fils. Il meurt d'un cancer du poumon en 2000, à l'âge de 77 ans. Il a écrit ses mémoires, Understanding the Cold War: A Historian's Personal Reflections, publiées de manière posthume en 2000.

## Travaux
Adam Ulam est l'auteur d'une vingtaine d'ouvrages, principalement sur l'Union soviétique et la guerre froide (à l'exception notable de Fall of the American University, une critique du système universitaire américain, écrit en 1972). Il est souvent considéré comme un kremlinologue de premier plan. Dans son premier ouvrage, Titoism and the Cominform, publié en 1952 et basé sur sa thèse de doctorat, il avançait que les communistes, par la poursuite imprudente de leurs objectifs, risquaient d'entraîner un désastre économique et social et d'être minés par des querelles intestines qui pourraient affaiblir leur pouvoir.
Dans Unfinished Revolution (1960), il analyse la pensée marxiste. The Bolsheviks (1965) devient rapidement une biographie de référence sur Lénine, de même que Stalin: The Man and His Era (1973) sur Staline. Expansion and Coexistence: The History of Soviet Foreign Policy, 1917-67 (1968) est son ouvrage qui a certainement eu le plus de succès. Il en a rédigé deux suites : The Rivals: America and Russia since World War II (1971) et Dangerous Relations: The Soviet Union in World Politics, 1970-1982 (1983). Ses autres publications sont consacrées à des aspects de la pensée révolutionnaire russe. Il a également écrit un roman sur l'Union soviétique des années 1930, The Kirov Affair (1988).
Dans l'un de ses derniers ouvrages, Communists: The Story of Power and Lost Illusions, il commente l'effondrement de l'URSS. Selon lui, les communistes ont perdu car leur idéologie était chimérique : la prise de conscience progressive de cet aspect par les Partis communistes au pouvoir aurait entraîné des conflits irrépressibles autant entre les nations communistes qu'à l'intérieur de celles-ci.

## Ouvrages
- Titoism and the Cominform (1952)
- avec Samuel Beer, Patterns of Government (1958)
- The Unfinished Revolution (1960)
- Bolsheviks: The Intellectual and Political History of the Triumph of Communism in Russia (1965)
- Expansion and Co-existence, The History of Soviet Foreign Policy, 1917-67 (1968)
- Lenin and the Bolsheviks
- The Rivals. America and Russia since World War II (1971)
- Fall of the American University (1972)
- Stalin: The Man and His Era (1973)
- History of Soviet Russia
- Ideologies and Illusions: Revolutionary Thought from Herzen to Solzhenitsyn
- Dangerous Relations: Soviet Union in World Politics, 1970-82 (1983)
- The Kirov Affair (1988)
- Prophets and Conspirators in Prerevolutionary Russia
- Russia's Failed Revolutions
- Communists: The Story of Power and Lost Illusions (1992)
- Understanding the Cold War: A Historian's Personal Reflections

## Distinctions
- 1956 : Bourse Guggenheim
- 1983 : Doctorat honoris causa de l'Université Brown (LLD)[2]